# 陸大漢
陸 大漢（りく だいかん、Lu Dahan、1832年 - 1876年）、清朝のトン族蜂起の指導者。
貴州省黎平府肇洞寨（現在の黎平県肇興郷）出身。黎平から広西省にかけての一帯の地域を六洞という。1855年春、灑洞寨（現在の従江県洛香鎮）の梁維干とともに「朝廷に抗し、官軍に反し、倉を開き民をすくい、太平天国軍を迎え入れる」というスローガンのもと、六洞地区の民衆を率いて蜂起した。六洞地区の清軍を追い払い、根拠地を築き、王を称して、首領たちを元帥や将軍に任命した。その影響で、六洞に隣接する四脚牛（現在の黎平県竜額郷、水口鎮一帯）でも蜂起があり、冬には両軍が連合して従江県城を攻撃した。翌年には中潮所、平陽屯、木桐、九潮、路団を占領し、さらに湖南省靖州の平茶所に進出した。その後も、錦屏県から永従県にかけて進軍と転戦した。1858年からは斎教徒軍や大成国軍と連合し、6年の間戦いを続けた。しかし1864年に太平天国が滅亡すると、清軍は貴州省に軍を投入し、蜂起軍は守勢に回った。1875年冬、広西省姚窖（現在の三江トン族自治県高安村）のトン族軍が黎平府まで進出すると、陸大漢率いる六洞・四脚牛の蜂起軍はこれと連合し、下江庁城・永従県城を陥落させ、広大な地域を支配下に置いた。しかし翌年1月に貴州省・広西省・湖南省の清軍の攻撃を受け、六洞地区での3ヶ月にわたる死闘の末、陸大漢は撤退したが追撃を受け、広西省大苗山で負傷したところを捕えられ斬られた。こうして21年にわたる戦いは終結した。44歳であった。

## 参考資料
1. ↑  呉浩主編,中国侗族村寨文化.北京市：民族出版社, 2004